# 長野県立蘇南高等学校
もしかして
- 長野県蘇南高等学校

ではありませんか？